# Erasmus (uitwisselingsprogramma)

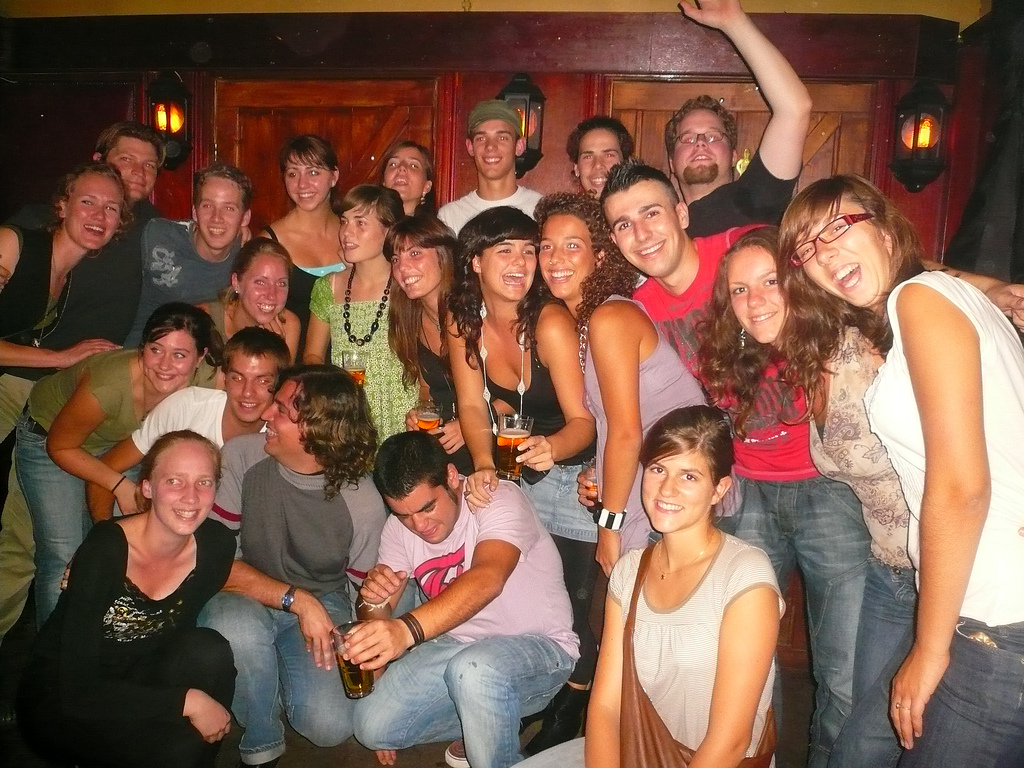
Deelnemers aan het Erasmus-programma

Het Erasmus-uitwisselingsprogramma (acroniem European Community Action Scheme for the Mobility of University Students ("Actieplan voor de Mobiliteit van Universitaire Studenten van de Europese Gemeenschap")) is een in 1987 opgericht programma dat deel uitmaakt van het Leven Lang Leren-programma en is onderdeel van het SOCRATES-programma.
Het is een initiatief van het Comité van het Europa der Burgers dat in juni 1984 door de Europese Raad werd opgericht om het imago van de Unie te bevorderen. Dit comité heeft een reeks voorstellen voorgelegd, onder meer inzake onderwijs, die door de Europese Raad werden goedkgekeurd. Men vindt er het voorstel van een interuniversitair programma waarbij een ruime aantal studenten van de Unie een voor hen vreemde taal zouden kunnen aanleren in een ander land gedurende hun normale studieperiode. Dit project werd daarna uitgewerkt en beheerd door de Europese Commissie voor het hoger onderwijs in de Europese Unie. De naam werd geïnspireerd door de humanist Desiderius Erasmus die in zijn tijd ook meerdere universiteiten bezocht. Doel is om uitwisseling onder Europese studenten en docenten en staf zo veel mogelijk te bevorderen. Dit programma liep van 2007 tot 2013.
Het doel van Erasmus is om uitwisselingen van studenten (voor studie of stage) en docenten en staf te bevorderen. Behalve alle Europese Unie-landen zijn ook Macedonië, Servië, Noorwegen, IJsland, Liechtenstein en Turkije betrokken bij het project. Zwitserland doet officieel niet mee, het is echter wel mogelijk om via een soortgelijke beurs (die door de Zwitserse regering ook Erasmusbeurs werd genoemd) deel te nemen aan een uitwisseling.
Meer dan 3100 hogescholen en universiteiten uit 31 landen zijn ingeschreven als deelnemers aan het Erasmus-programma. 1,9 miljoen studenten hebben al gebruikgemaakt van het programma en het is de doelstelling van de Commissie dat in 2012 3 miljoen studenten een Erasmus-uitwisseling hebben ervaren.

## Erasmus voor studenten
Om in het Erasmus-programma te kunnen participeren moet men ingeschreven staan aan een instelling van hoger onderwijs en het eerste studiejaar voltooid hebben. In het geval van stage mag je ook al in het eerste studiejaar naar het buitenland. Ook moet men een inwoner zijn van de landen die participeren in Erasmus of in het bezit zijn van een verblijfsvergunning voor onbepaalde tijd.
Studenten die meedoen met het programma studeren gedurende een periode van drie maanden tot een jaar in een ander Europees land. Het Erasmus-programma zorgt ervoor dat de periode in het buitenland ook officieel wordt erkend. De student blijft ingeschreven bij de eigen instelling en hoeft derhalve geen collegegeld in het buitenland te betalen. Er bestaat tevens de mogelijkheid tot het volgen van een gratis intensieve taalcursus, Erasmus Intensive Language Course (EILC). Deze taalcursus vindt plaats voordat de reguliere studie start en is beschikbaar voor alle 'kleine' talen (geen Engels, Frans, Duits en Spaans).

## Erasmus voor docenten en staf
De Erasmustoelage 'onderwijsopdrachten' is bedoeld voor onderwijzend personeel van hogeronderwijsinstellingen om bij een hogeronderwijsinstelling het buitenland les te geven. Tevens kan personeel van een buitenlandse onderneming op uitnodiging van een hogeronderwijsinstelling een onderwijsopdracht komen verzorgen. De Erasmustoelage 'Staftraining' is bedoeld voor onderwijzend en niet onderwijzend personeel aan hogeronderwijsinstellingen met het doel trainingen te volgen.

## De Erasmus-ervaring
Voor veel Europese studenten biedt het programma de kans om te leven in een vreemd land. Het programma heeft dan ook cultuurstatus bereikt en is populair onder Europese jongeren. In de Franse film L'Auberge espagnole is het programma zelfs het hoofdonderwerp.
Het Erasmus-programma draagt bij aan het ontwikkelen van een Europese mentaliteit, wat een belangrijk doel is van de Europese Unie. Er wordt wel gesproken van een Erasmus-generatie: een generatie die een Europese mentaliteit heeft, een groter respect voor andere culturen, over veel talenkennis beschikt en vroeg zelfstandig is.

## Erasmus Belgica
Omdat in principe de uitwisseling tussen landen geschiedt, heeft men voor de uitwisseling tussen het Nederlandstalig en het Franstalig hoger onderwijs een analoge regeling uitgewerkt. Met steun van het Prins Filipfonds werkten de Franse Gemeenschap en de Vlaamse Gemeenschap een wederzijds subsidiereglement uit.

## Historie
Het programma werd ingevoerd in juni 1987 en 3200 studenten maakten er in het eerste jaar gebruik van. In 2008 zijn dit er inmiddels al ruim 174.000, waarmee het totaal aantal deelnemers is opgelopen tot 1.900.000. Van 1987 tot 1995 werd het programma uitgevoerd door de European Cultural Foundation.